# Дюнкерк
Дюнкѐрк (на френски: Dunkerque) е град в Северна Франция. Разположен е на брега на Северно море в регион О дьо Франс, департамент Нор. Първите сведения за града датират от 7 век. Има жп гара. Текстилна промишленост, риболовна база и петролна рафинерия. Дюнкерк е третото по големина пристанище в страната след Марсилия и Хавър и десето в Европейския съюз с 48,5 милиона тона преминали товари през 2005 г. Населението му е около 69 500 души (2007).

## Операция „Динамо“
Дюнкеркската операция, или т.нар. операция „Динамо“, е операция в хода на Втората световна война по евакуирането по море на английски, френски и белгийски части, блокирани след Дюнкеркската битка на немските войски в град Дюнкерк.
След пробива на линията „Мажино“ на 10 май 1940 г. и капитулацията на Холандия на 14 май, немското командване увеличава своя успех със завземането на пристанище Кале дьо Булон. Част от британския експедиционен корпус под командването на лорд Горт, френските части и съединенията, част от 16-и корпус и останалите белгийски войници се оказват блокирани в района на град Дюнкерк. При тези условия на 26 май кабинетът на Чърчил и британското адмиралтейство решават да евакуират своите части на Британския остров. Военната ситуация е такава, че когато британците си заминават от Дюнкерк, към тях вече се запътват немски танкове. Те пристигат в Дюнкерк два дни преди британците, отделени на 16 km от града, а британците на 60 km. За германците не е проблем да навлязат в беззащитния град и да завземат последното пристанище, в което може да се проведе масовата евакуация на британските войски.
За адекватно прекъсване на евакуацията немците нямат възможност. Немската наземна войска не може да се противопостави на тежките английски крайцери. Манипулирането на немската авиация е силно затруднено заради голямата дистанция между германските летища, прекалено голяма за едномоторен изтребител Bf-109. С помощ на авиацията на Великобритания, британските изтребители залавят германските бомбардировачи успешно. Възползвайки се от възможността, Обединеното кралство след 27 май до 4 юни, успешно провежда операция „Динамо“ и извежда 338 000 войници.
Положението на притиснатата към морето тристахилядна английска армия изглежда безнадеждно. По заповед на Чърчил към плажовете на Дюнкерк се насочва всичко, което плава по вода – бойни кораби, транспорти, рибарски траулери, яхти и лодки за разходка. Армадата снове между Британия и Франция в яростни битки с налитащите „щуки“ на Гьоринг, обещал на Хитлер, че пилотите на Луфтвафе сами ще размажат обсадения корпус, но не успява. На 4 юни английският командващ генерал Харолд Александър лично обикаля плажовете на Дюнкерк, и убедил се, че там вече няма нито един войник, последен напуска континента. Изоставени са 70 000 единици бойна и транспортна техника, но е спасена цялата британска армия, плюс известен брой французи и белгийци.